# Dietrichs (Bolsterlang)
Dietrichs (mundartlich: im Diatris) ist ein Gemeindeteil der Gemeinde Bolsterlang im bayerisch-schwäbischen Landkreis Oberallgäu.

## Geographie
Das Dorf liegt circa 2,5 Kilometer nordöstlich des Hauptorts Bolsterlang.

## Ortsname
Der Ortsname stammt vom Personennamen Dietrīch ab und bedeutet Siedlung des Dietrīch.

## Geschichte
Dietrichs wurde erstmals urkundlich im Jahr 1278 als ze dem Dyetriches erwähnt. Um 1350 muss der Hof zu dem Dyetrichs dem Kloster Schaffhausen Nachtmahl, Imbiss und Roßfutter zinsen. Im Jahr 1829 fand die Vereinödung Dietrichs' statt. Die Marienkapelle wurde im späten 18. Jahrhundert erbaut.

## Baudenkmäler
Siehe: Liste der Baudenkmäler in Dietrichs